# IHF-Pokal 1988/89
Am IHF-Pokal 1988/89 nahmen 25 Handball-Vereinsmannschaften teil, die sich in der vorangegangenen Saison in ihren Heimatligen für den Wettbewerb qualifiziert hatten. Es war die 7. Austragung des IHF-Pokals. Der Titelverteidiger war der rumänische Club Minaur Baia Mare. Im innerdeutschen Duell im Finale konnte sich TuRU Düsseldorf gegen ASK Vorwärts Frankfurt/Oder durchsetzen.

## Modus
Der Wettbewerb startete mit 9 Spielen in der 1. Runde, die Sieger zogen in die 2. Runde ein und auf die folgte das Viertelfinale. TSV St. Otmar St. Gallen, CD Cajamadrid, Hellerup IK, USM Gagny, ASK Vorwärts Frankfurt/Oder, Minaur Baia Mare und SKIF Krasnodar zogen durch Freilos in die 2. Runde ein. Alle Runden inklusive des Finales wurden im K.-o.-System mit Hin- und Rückspiel durchgeführt. Der Gewinner des Finales war IHF-Pokal-Sieger der Saison 1988/89.

## 1. Runde
|                       | Gesamt  |                      | Hinspiel | Rückspiel |
| --------------------- | ------- | -------------------- | -------- | --------- |
| HC Baník Karviná      | 38:24   | HV Tachos Waalwijk   | 22:12    | 16:12     |
| SPE Strovolou Nicosia | 35:93   | Pelister Bitola      | 15:45    | 20:48     |
| Pargas IF             | 39:62   | IFK Ystad HK         | 24:29    | 15:33     |
| Fredensborg/Ski IL    | 55:55 * | FH Hafnarfjörður     | 30:25    | 25:30     |
| HC Fivers Margareten  | 45:39   | Red Boys Differdange | 21:16    | 24:23     |
| TuRU Düsseldorf       | 49:36   | Hapoel Ramat Gan     | 25:19    | 24:17     |
| Benfica Lissabon      | 53:44   | SC Gaeta             | 29:19    | 24:25     |
| Politehnica Timișoara | 62:33   | Mas Mea Elveta       | 31:14    | 31:19     |
| Initia HC Hasselt     | 30:29   | Dózsa Debrecen       | 15:11    | 15:18     |

## 2. Runde
|                       | Gesamt |                             | Hinspiel | Rückspiel |
| --------------------- | ------ | --------------------------- | -------- | --------- |
| TuRU Düsseldorf       | 31:26  | Benfica Lissabon            | 19:15    | 12:11     |
| Politehnica Timișoara | 41:35  | TSV St. Otmar St. Gallen    | 21:18    | 20:17     |
| CD Cajamadrid         | 54:38  | Initia HC Hasselt           | 35:13    | 19:25     |
| USM Gagny             | 35:41  | Hellerup IK                 | 18:18    | 17:23     |
| Pelister Bitola       | 50:46  | HC Baník Karviná            | 27:20    | 23:26     |
| IFK Ystad HK          | 32:60  | ASK Vorwärts Frankfurt/Oder | 21:30    | 11:30     |
| Minaur Baia Mare      | 58:63  | FH Hafnarfjörður            | 39:31    | 19:32     |
| HC Fivers Margareten  | 33:46  | SKIF Krasnodar              | 16:20    | 17:26     |

## Viertelfinals
|                             | Gesamt |                       | Hinspiel | Rückspiel |
| --------------------------- | ------ | --------------------- | -------- | --------- |
| TuRU Düsseldorf             | 40:32  | Politehnica Timișoara | 22:12    | 18:20     |
| Hellerup IK                 | 47:61  | CD Cajamadrid         | 29:27    | 18:34     |
| ASK Vorwärts Frankfurt/Oder | 38:35  | Pelister Bitola       | 22:13    | 16:22     |
| FH Hafnarfjörður            | 33:49  | SKIF Krasnodar        | 14:24    | 19:25     |

## Halbfinals
|                | Gesamt |                             | Hinspiel | Rückspiel |
| -------------- | ------ | --------------------------- | -------- | --------- |
| CD Cajamadrid  | 37:40  | TuRU Düsseldorf             | 20:16    | 17:24     |
| SKIF Krasnodar | 31:32  | ASK Vorwärts Frankfurt/Oder | 19:14    | 12:18     |

## Finale
Das Hinspiel fand am 7. Mai 1989 in Düsseldorf statt und das Rückspiel am 21. Mai 1989 in Frankfurt an der Oder. Nur fünf Jahre nach dem Aufstieg in die Bundesliga, gelingt TuRU Düsseldorf im ersten Anlauf der Europapokalgewinn.
|                 | Gesamt |                             | Hinspiel | Rückspiel |
| --------------- | ------ | --------------------------- | -------- | --------- |
| TuRU Düsseldorf | 32:30  | ASK Vorwärts Frankfurt/Oder | 17:12    | 15:18     |